# Zygaena oxytropis
Zygaena oxytropis is een vlinder uit de familie bloeddrupjes (Zygaenidae). De wetenschappelijke naam is voor het eerst geldig gepubliceerd in 1828 door Boisduval.
De soort komt voor in Europa.